# Hoàng Ngọc Uẩn
Hoàng Ngọc Uẩn (黃玉蘊 hay 黃玉韞, ? - 1817), tự Hối Sơn; là một văn nhân trong nhóm Bình Dương thi xã ở đất Gia Định xưa, và là văn thần của triều Nguyễn trong lịch sử Việt Nam.

## Tiểu sử
Không rõ năm sinh của Hoàng Ngọc Uẩn, chỉ biết ông là người huyện Bình Dương, tỉnh Gia Định (nay là huyện Hóc Môn, Thành phố Hồ Chí Minh), và là người sống cùng thời với "Gia Định tam gia" (Trịnh Hoài Đức, Ngô Nhân Tĩnh, Lê Quang Định).
Buổi đầu, ông đầu quân chúa Nguyễn (Nguyễn Phúc Ánh), được bổ làm Thư ký dinh Tả quân Lê Văn Duyệt.
Năm Tân Dậu (1801), ông trúng tuyển khoa thi, được bổ làm Tham mưu rồi làm Hàn lâm viện thị độc. Sau đó, ông được cử đi sứ sang Xiêm La (Thái Lan ngày nay).
Trở về nước, ông được thăng chức Cai bộ Bình Hòa, rồi lần lượt trải các chức: Tả tham tri bộ Hình, Ất Phó sứ sang nhà Thanh, Tham lý Hình tào ở Bắc Thành, Hiệp trấn Nghệ An, và lãnh Hình tào ở Bắc Thành.
Ông là người giỏi việc chính trị, ngoại giao, nên thường được cử đi sứ nhiều nước .
Năm Đinh Sửu (1817), Hoàng Ngọc Uẩn mất (không rõ lý do). Hiện chưa tìm thấy tác phẩm nào của ông.

## Thơ liên quan
Khi Hoàng Ngọc Uẩn nhận mệnh đi sứ Chân Lạp (Campuchia ngày nay), khoảng năm Bính Ngọ (1786), Trịnh Hoài Đức có gửi tặng bài thơ như sau: 
| Phiên âm Hán-Việt: Ký hoài Hoàng Ngọc Uẩn Hối Sơn Chân Lạp thành Viên mai biêu bạch cúc sưu hoàng, Phồn tháp trần sinh thảo mộng mang. Đắc lộ côn bằng nan tỉ hải, Li quần hồng nhạn dạ minh sương. Thạch thành ký phỏng chung mai tích. Kim tháp nhàn bình bố hệ phương Lao ngã Võ hầu tằng ỷ vọng. Thê mê lãnh thọ thủy thương mang". | Tạm dịch: Gởi Hoàng Ngọc Uẩn tự Hối Sơn, đi Chân Lạp Vườn mai khoe bạc, cúc khoe vàng, Bụi đóng vạc Trần giấc mộng hoang. Rời biển côn bằng nan gặp hội, Kêu sương hồng nhạn tối kêu đàn. Thạch thành hỏi tích chôn chuông cổ, Kim tháp bèn phương buộc vải mành. Trí nhọc hằng trông lầu Võ Lượng, Tít mù non núi, nước mênh mang. |

## Sách tham khảo
- Quốc sử quán triều Nguyễn, Đại Nam nhất thống chí, phần "tỉnh Gia Định", mục "Nhân vật" (in trong Tổng tập dư địa chí Việt Nam tập 2, Nhà xuất bản Thsnh Niên, 2002).
- Nguyễn Q. Thắng - Nguyễn Bá Thế, Từ điển nhân vật lịch sử Việt Nam. Nhà xuất bản Khoa học xã hội, 1992.